# I Take This Woman
I Take This Woman is een Amerikaanse film uit 1940 onder regie van W.S. Van Dyke, met hulp van Frank Borzage en Josef von Sternberg. De film is gebaseerd op het ongepubliceerde verhaal A New York Cinderella van Charles MacArthur.

## Verhaal
De glamoureuze Georgi Gragore houdt zielsveel van Phil Mayberry, maar weet dat ze nooit bij hem kan zijn. Dit idee kan ze niet verdragen en daarom besluit ze een einde aan haar leven te maken door van een schip in de zee te springen. Dokter Karl Decker behoedt haar van het plegen van zelfmoord en zorgt ervoor dat ze veilig aankomt in New York. Daar brengt ze haar dagen door zonder levenslust of doel voor ogen. Daarom besluit ze Karl op te zoeken in zijn kliniek en ontdekt dat hij een gerespecteerde en geliefde dokter is bij al zijn patiënten.
Om haar leven weer een doel te geven, biedt Karl haar een baan aan bij de kliniek. In loop der tijd wordt hij verliefd op haar en vraagt om haar hand. Na een vluchtig bruiloft ontmoet hij de vrienden van Georgi, die allen rijke socialites blijken te zijn. Karl krijgt het gevoel dat hij haar niet het leven kan bieden dat ze gewend is. Als dokter Duveen hem een beter betaalde baan aanbiedt bij het helpen van mensen die lijden aan hypochondrie, accepteert hij deze onmiddellijk.
Ondertussen wordt Georgi nog steeds achtervolgd door de gevoelens die ze heeft voor Mayberry. Ze zoekt hem op in zijn appartement en realiseert zich dat ze niet langer van hem houdt. Karl is razend als hij ontdekt dat hem heeft opgezocht en weigert te luisteren naar haar verhaal. Nog voordat ze hun ruzie kunnen bijleggen moet hij met spoed naar het ziekenhuis. Hij ziet daar in dat hij een hekel heeft aan zijn nieuwe baan en kondigt aan dat hij op expeditie naar China zal gaan. Georgi schakelt de hulp in van zijn vroegere patiënten om hem tegen te houden. Door dit te doen houdt ze hem niet alleen tegen, maar laat ze hem inzien hoeveel ze van hem houdt.

## Rolverdeling
| Acteur          | Personage                |
| --------------- | ------------------------ |
| Spencer Tracy   | Dr. Karl Decker          |
| Hedy Lamarr     | Georgi Gragore Decker    |
| Verree Teasdale | Madame 'Cesca' Marcesca  |
| Kent Taylor     | Phil Mayberry            |
| Laraine Day     | Linda Rodgers            |
| Mona Barrie     | Sandra Mayberry          |
| Jack Carson     | Joe                      |
| Paul Cavanagh   | Bill Rodgers             |
| Louis Calhern   | Dr. Martin Sumner Duveen |
| Frances Drake   | Lola Estermont           |
| Marjorie Main   | Gertie                   |

## Achtergrond
In oktober 1938 waren de eerste plannen om het verhaal A New York Cinderella te verfilmen. Josef von Sternberg zou de film regisseren, met Walter Pidgeon in de rol van Phil Mayberry. Enkele dagen later werd bevestigd dat ook Spencer Tracy en Hedy Lamarr waren geselecteerd. Louis B. Mayer wilde dat de film het Amerikaanse filmdebuut voor Lamarr zou betekenen, maar het maken van de film duurde hier te lang voor. Von Sternberg trok zich twee weken later terug van de film, wegens 'artistieke verschillen'.
Frank Borzage werd onmiddellijk aangesteld als Von Sternbergs vervanger. Hij wijzigde de titel naar I Take This Woman en verving de actrices Ina Claire en Adrienne Ames door Verree Teasdale en Laraine Day. Gedurende de volgende maanden had de film veel vertragingen en op 2 december 1939 werd W.S. Van Dyke aangewezen om de regie op zich te nemen. Pidgeon was inmiddels vervangen door Kent Taylor.
Omdat veel leden van de filmploeg werden vervangen en het in een lange periode werd opgenomen, kostte het maken van de film veel geld. Door de lange voorbereidingsperiode kreeg het zelfs de bijnaam I Re-Take This Woman. De opnamen zelf duurden slechts drie weken. Hoewel dit niet lang was, verliep het met veel problemen. Tracy kon niet goed overweg met Lamarr en vond dat ze misbruik maakte van haar hechte band met studiohoofd Mayer.
De film werd na veel oponthoud aan het begin van 1940 uitgebracht. De verwachtingen lagen hoog. Toen Mayer Lamarr de rol gaf, vertelde hij dat het een grote film zou worden die van haar de grootste ster van MGM zou maken. Na de release werd het echter teleurstellend ontvangen. Tracy kreeg lof voor zijn vertolking en Lamarr werd een 'godin' genoemd door een criticus. Het verhaal kreeg het echter te verduren. Lamarr beschreef het later dan ook als 'iets wat men tegenkomt in een soapserie'. Lamarr ging voor het publiek onopgemerkt voorbij en haar doorbraak moest dus in 1940 nog komen.